# 陳佩琳
陳佩琳（英語：Simone Chan  Pui Lam，1971年11月28日—）香港新聞工作者，畢業於香港樹仁學院（現香港樹仁大學），1992年加入無綫新聞，後來轉職星島日報，於2000年4月起至2011年7月受聘於亞洲電視新聞部。曾任職亞洲電視新聞部助理採訪主任兼主播，主播六點鐘新聞。
她的丈夫許方輝是另一家免費電視台無綫電視翡翠台的總採訪主任及主播。2004年11月27日，陳佩琳與丈夫許方輝曾結伴到香港運輸署的幸運車牌拍賣會，並以1,000港元投得LS1020車牌。（事件被娛樂雜誌廣泛報導，傳為一時佳話。）
2010年底，陳佩琳因個人進修而辭職，但同時以兼職身份繼續擔任主播。惟在2011年7月，因誤報江澤民逝世消息，陳佩琳於同年9月2日正式辭職，離開已效力11年的亞洲電視新聞部。
陳佩琳現轉投香港教育學院任助教。